# Kenton (Delaware)
Kenton è un comune degli Stati Uniti, situata nella Contea di Kent, nello Stato del Delaware. Secondo il censimento del 2000 la popolazione era di 237 abitanti. Appartiene all'area micropolitana di Dover.

## Geografia fisica
Secondo i rilevamenti dello United States Census Bureau, il comune di Kenton si estende su una superficie totale di 0,4 km², tutti quanti occupati da terre.

## Popolazione
Secondo l'ultimo censimento del 2000, a Kenton abitavano 237 persone, suddivise in 63 famiglie. La densità di popolazione era di 531 ab./km². All'interno del territorio comunale erano presenti 87 edifici abitativi. Per quanto riguarda la composizione etnica, il 94,51% degli abitanti era bianco, il 3,38% era afroamericano. Il restante 2,11% della popolazione apparteneva ad altre razze o a più di una. La popolazione di ogni razza proveniente dall'America Latina corrispondeva al 4,64% degli abitanti.
Per quanto riguarda la suddivisione della popolazione in fasce d'età, il 27,8% era al di sotto dei 18, il 9,3% fra i 18 e i 24, il 30,4% fra i 25 e i 44, il 24,9% fra i 45 e i 64, mentre infine il 7,6% era al di sopra dei 65 anni di età. L'età media della popolazione era di 36 anni. Per ogni 100 donne residenti vivevano 94,3 maschi.